# String-Bordismus
Ein String-Bordismus ist ein Bordismus zwischen String-Mannigfaltigkeiten, also glatten Mannigfaltigkeiten mit einer String-Struktur, welche selbst eine String-Mannigfaltigkeit ist, sodass die String-Strukturen kompatibel sind. String-Bordismen können für die Definition einer verallgemeinerten Homologietheorie verwendet werden.

## Definition
Ganz allgemein lassen sich Bordismen von glatten Mannigfaltigkeiten für beliebige tangentialen Strukturen über die Komptabilität der jeweiligen Hochhebungen definieren (siehe etwa Spin-, Fivebrane- und Ninebrane-Bordismus), also insbesondere für String-Strukturen. Für {\displaystyle n}-dimensionale String-Mannigfaltigkeiten {\displaystyle M} und {\displaystyle N} mit jeweiligen String-Strukturen {\displaystyle \tau _{M}\colon M\rightarrow \operatorname {BString} (n)} und {\displaystyle \tau _{N}\colon N\rightarrow \operatorname {BString} (n)} ist eine {\displaystyle n+1}-dimensionale String-Mannigfaltigkeit {\displaystyle W} mit String-Struktur {\displaystyle \tau _{W}\colon W\rightarrow \operatorname {BString} (n+1)} ein String-Bordismus zwischen {\displaystyle M} und {\displaystyle N}, wenn es Inklusionen {\displaystyle i\colon M\hookrightarrow \partial W} und {\displaystyle j\colon N\hookrightarrow \partial W} mit:
{\displaystyle i(M)\sqcup j(N)\cong \partial W;}
{\displaystyle {\mathcal {B}}k\circ \tau _{M}=\tau _{W}\circ i;}
{\displaystyle {\mathcal {B}}k\circ \tau _{N}=\tau _{W}\circ j;}
gibt, wobei {\displaystyle k\colon \operatorname {String} (n)\hookrightarrow \operatorname {String} (n+1)} die kanonische Inklusion ist.

## String-Bordismusgruppen
Mit der Äquivalenzrelation des String-Bordismus bilden die {\displaystyle n}-dimensionalen geschlossenen String-Mannigfaltigkeiten eine abelsche Gruppe {\displaystyle \Omega _{n}^{\operatorname {String} }} mit der disjunkten Vereinigung als Verknüpfung, der leeren Mannigfaltigkeit als neutrales Element und der Umkehr der Orientierung als Inversion. (Spin-Mannigfaltigkeiten sind immer orientierbar.) Mit der Pontrjagin-Thom-Konstruktion sind diese alternativ die Homotopiegruppen des Thom-Spektrums {\displaystyle \operatorname {MString} } der String-Gruppen:
{\displaystyle \Omega _{n}^{\operatorname {String} }\cong \pi _{n}\operatorname {MString} =\lim _{k\rightarrow \infty }\pi _{n+k}\operatorname {MString} (k).}
Spin-Bordismusgruppen bis sechzehn Dimensionen wurden von Vincent Giambalvo im Jahr 1971 berechnet:
- {\displaystyle \Omega _{7}^{\operatorname {String} }\cong 1}
- {\displaystyle \Omega _{8}^{\operatorname {String} }\cong \mathbb {Z} \oplus \mathbb {Z} _{2}}, wobei die Torsion von der eindeutigen ({\displaystyle \Theta _{8}\cong \mathbb {Z} _{2}}) achtdimensionalen exotischen Sphäre generiert wird.
- {\displaystyle \Omega _{9}^{\operatorname {String} }\cong \Theta _{9}/bP_{10}\cong \mathbb {Z} _{2}^{2}} mit der neunten Kervaire-Milnor-Gruppe {\displaystyle \Theta _{9}\cong \mathbb {Z} _{2}^{2}} von exotischen 9-Sphären und der Untergruppe {\displaystyle bP_{10}\cong 1} von denen, welche stabil parallelisierbare glatte 10-Mannigfaltigkeiten beranden.
- {\displaystyle \Omega _{10}^{\operatorname {String} }\cong \mathbb {Z} _{6}}, generiert von einer exotischen 10-Sphäre.
- {\displaystyle \Omega _{11}^{\operatorname {String} }\cong 1}, was unter anderem in der M-Theorie verwendet wird.
- {\displaystyle \Omega _{12}^{\operatorname {String} }\cong \mathbb {Z} }
- {\displaystyle \Omega _{13}^{\operatorname {String} }\cong \mathbb {Z} _{3}}, generiert von einer exotischen 13-Sphäre.
- {\displaystyle \Omega _{14}^{\operatorname {String} }\cong \mathbb {Z} _{2}}, generiert von der eindeutigen ({\displaystyle \Theta _{14}\cong \mathbb {Z} _{2}}) exotischen 14-Sphäre.
- {\displaystyle \Omega _{15}^{\operatorname {String} }\cong \mathbb {Z} _{2}}, generiert von einer exotischen 15-Sphäre.
- {\displaystyle \Omega _{16}^{\operatorname {String} }\cong \mathbb {Z} ^{2}}
- {\displaystyle \Omega _{27}^{\operatorname {String} }\neq 1}[1]

## String-Bordismusring
Alle String-Bordismusgruppen können mit der direkten Summe in einer einzigen Struktur kombiniert werden:
{\displaystyle \Omega ^{\operatorname {String} }:=\bigoplus _{n\in \mathbb {N} }\Omega _{n}^{\operatorname {String} }.}
Mit dem kartesischen Produkt als zusätzlicher Komposition, welche mit der disjunkten Summe das Distributivgesetz erfüllt und daher mit ihr kompatibel ist, sowie dem Raum mit einem Element als entsprechendes neutrales Element ist diese ein Ring, welcher String-Bordismusring genannt wird.

## String-Homologietheorie
{\displaystyle \Omega _{n}^{\operatorname {String} }} definiert eine verallgemeinerte Homologietheorie. Für einen topologischen Raum {\displaystyle X} sind dessen {\displaystyle n}-Zykel die stetigen Abbildungen {\displaystyle M\rightarrow X} aus {\displaystyle n}dimensionalen String-Mannigfaltigkeiten {\displaystyle M}. Zwei solche Abbildungen {\displaystyle f\colon M\rightarrow X} und {\displaystyle g\colon N\rightarrow X} sind homolog, wenn es einen String-Bordismus {\displaystyle W\colon M\rightsquigarrow N} gibt, welcher {\displaystyle f\sqcup g\colon M\sqcup N\rightarrow X} zu einer Abbildung {\displaystyle W\rightarrow X} erweitert. Jede verallgemeinerte Homologietheorie wird durch ein Spektrum repräsentiert, welches in diesem Fall genau {\displaystyle \operatorname {MString} } ist. Für alle topologischen Räume {\displaystyle X} gibt es daher Gruppenisomorphismen:
{\displaystyle \Omega _{n}^{\operatorname {String} }(X)\cong \pi _{n}^{\mathrm {stab} }(X_{+}\wedge \operatorname {MString} ):=\lim _{k\rightarrow \infty }\pi _{n+k}(X_{+}\wedge \operatorname {MString} (k))}
mit {\displaystyle X_{+}=X\sqcup \{*\}}. Durch den Vergleich mit dem obigen Resultat zeigt sich aufgrund der Neutralität von {\displaystyle \{*\}_{+}\cong S^{0}} im Wedge-Produkt, dass:
{\displaystyle \Omega _{n}^{\operatorname {String} }(*)\cong \Omega _{n}^{\operatorname {String} }.}

## Eigenschaften
- Ist eine mindestens fünfzehndimensionale 7-zusammenhängende String-Mannigfaltigkeit ohne Fivebrane-Struktur string-bordant zu einer anderen String-Mannigfaltigkeit, geht vordere durch mindestens neunkodimensionale Chirurgien aus hinterer hervor.[3]
- Jede {\displaystyle n}-dimensionale Spin-Mannigfaltigkeit ist spin-bordant zu einer {\displaystyle \min \left\{7,\left\lceil {\frac {n}{2}}-1\right\rceil \right\}}-zusammenhängenden Spin-Mannigfaltigkeit, für {\displaystyle n\geq 15} also insbesondere immer zu einer 7-zusammenhängenden Spin-Mannigfaltigkeit.[4][5]
- Für {\displaystyle n}-dimensionale {\displaystyle \min \left\{7,\left\lceil {\frac {n}{2}}-1\right\rceil \right\}}-zusammenhängende String-Mannigfaltigkeiten {\displaystyle M} und {\displaystyle N} gibt es einen String-Bordismus {\displaystyle W\colon M\rightsquigarrow N}, sodass die Inklusion {\displaystyle M\hookrightarrow W} ebenfalls {\displaystyle \min \left\{7,\left\lceil {\frac {n}{2}}-1\right\rceil \right\}}-zusammenhängend ist.[5]
- Ist {\displaystyle M} eine kompakte {\displaystyle n}-dimensionale {\displaystyle k}-zusammenhängende String-Mannigfaltigkeit mit {\displaystyle k\leq 5} und {\displaystyle n\geq 2k+3} und string-bordant zu einer kompakten String-Mannigfaltigkeit {\displaystyle N}, dann geht {\displaystyle M} aus {\displaystyle N} durch eine Reihe mindestens {\displaystyle k+2}-kodimensionaler Chirurgieoperationen hervor.[6]